# Украјинска гривна
Гривна (укр. гривня, МФА: , ISO 4217: UAH; симбол: ₴) је званична валута Украјине. Уведена је 2. септембра 1996. када је заменила украјински карбованец (укр. карбованець). Карбованец је раније био валута независне Украјине пре и током Другог светског рата. Једна гривна се дели на 100 копејки (укр. копійка).
Гривне издаје Народна банка Украјине. Инфлација током 2009. је износила око 12%.
Папирне новчанице се издају у апоенима од 1, 2, 5, 10, 20, 50, 100, 200, 500 и 1000 гривни а ковани новац у апоенима 5 и 10 копејки и 1, 2, 5 и 10 гривни.
Име потиче највероватније од речи за гриву. Оно се доводи у везу са сребрном огрлицом, а увео ју је први пут кијевски кнез Владимир Велики пошто је 988. прогласио хришћанство службеном религијом Кијевске Русије.